# Riserva naturale orientata Cavagrande del Cassibile
La riserva naturale orientata Cavagrande del Cassibile è un'area naturale protetta situata nei comuni di Avola, Noto e Siracusa, in provincia di Siracusa. La riserva è stata istituita nel 1990 (D.A. del 13 luglio), gestita dall'Azienda Foreste Demaniali della Regione Siciliana; ne è prevista l'inclusione nell'area del Parco Nazionale degli Iblei, attualmente in fase di elaborazione.
La riserva è nata con lo scopo di preservare le diverse ricchezze del suo territorio sia dal punto di vista naturalistico-paesaggistico sia sotto il profilo archeologico ed antropologico, visto che tutta la zona è stata abitata nel corso dei millenni e ne sono rimaste notevoli testimonianze in tombe e reperti.
La Riserva si estende per 2700,00 ettari, 900 ha nella zona A (riserva) e 1860,00 ha nella zona B (preriserva) ed è caratterizzata dal corso del fiume Cassibile, l'antico Kakyparis greco, che le dà nome e che l'ha creata nel corso dei millenni scavando profonde gole o canyon a diverse profondità che toccano il massimo di 507 m nella zona belvedere di Avola antica; anche il luogo con l'ampiezza massima di queste (altrove strettissime) gole è situato nella stessa zona di Avola antica e misura un'estensione di 1200 metri di larghezza.
Nel fondovalle si è formato un sistema di piccole cascate e laghetti (chiamati localmente uruvi), fonte di refrigerio estivo per i suoi numerosissimi frequentatori, al quale si accede per un'antica e suggestiva scala nota come La Scala Cruci.

## Storia
Difeso dalle inaccessibili pareti a strapiombo della cava e dalla vicinanza dell'acqua i Sicani, primi abitanti conosciuti di questo luogo, vi hanno costruito una necropoli, ancora oggi difficile da raggiungere.
Intorno al XIII secolo a.C. delle popolazioni della Sicilia sud-orientale, forse spinte da genti italiche più agguerrite, preferirono rifugiarsi in questi luoghi impervi e ben difesi.
Si conoscono almeno due villaggi rupestri, quello settentrionale che si nota subito appena ci si affaccia dal belvedere, e quello meridionale, quasi di fronte. Il primo risale ai secoli XI-X a.C., secondo per suggestione solo a Pantalica, in cui si trovano centinaia di tombe a grotticella e gli ipogei paleocristiani scavati nelle pareti, disposti uno a fianco dell'altro, su ben sei differenti livelli paralleli.
La foce del fiume Cassibile è un luogo storico, poiché, secondo Tucidide (7.80), il capitano Demostene nel 413 a.C. con 6.000 Ateniesi dovette arrendersi alla città di Siracusa.
Questi luoghi vennero utilizzati fino alla prima metà del secolo scorso, infatti poco sopra i laghetti si trovava un monastero, del quale si notano ancora delle rovine e le case di alcune famiglie di Canicattini come i Bombaci e gli Uccello, che traevano il loro sostentamento dalla coltivazione di ulivi, carrube e mandorle.

Questo luogo fu visitato anche dal pittore Jean Houel nel 1777 durante il suo grand tour: 

## Territorio
Ciò che rende spettacolari le cave a causa dello scorrimento dei corsi d'acqua, è la morfologia del grande canyon di Cava Grande del Cassibile, il Kakyparis dei greci.
Sul versante nord è possibile osservare un piccolo agglomerato di abitazioni rupestri comunemente noto come Grotta dei Briganti.
Nel versante sud si trova un complesso sistema di abitazioni scavate nella roccia, disposte una accanto all'altra su sei diversi livelli paralleli, collegati tra loro da un sistema di cunicoli e gallerie chiamato dieri di Cavagrande.
Ai margini della riserva, a nord-est, sorgono varie necropoli antiche, nelle quali sono stati trovati ricchi corredi tombali e materiale ceramico: la sua peculiare decorazione, detta piumata o marmorizzata, rientra nell'ambito della cultura Ausonia presente nelle isole Eolie e nella Sicilia orientale intorno al 1000 a.C.

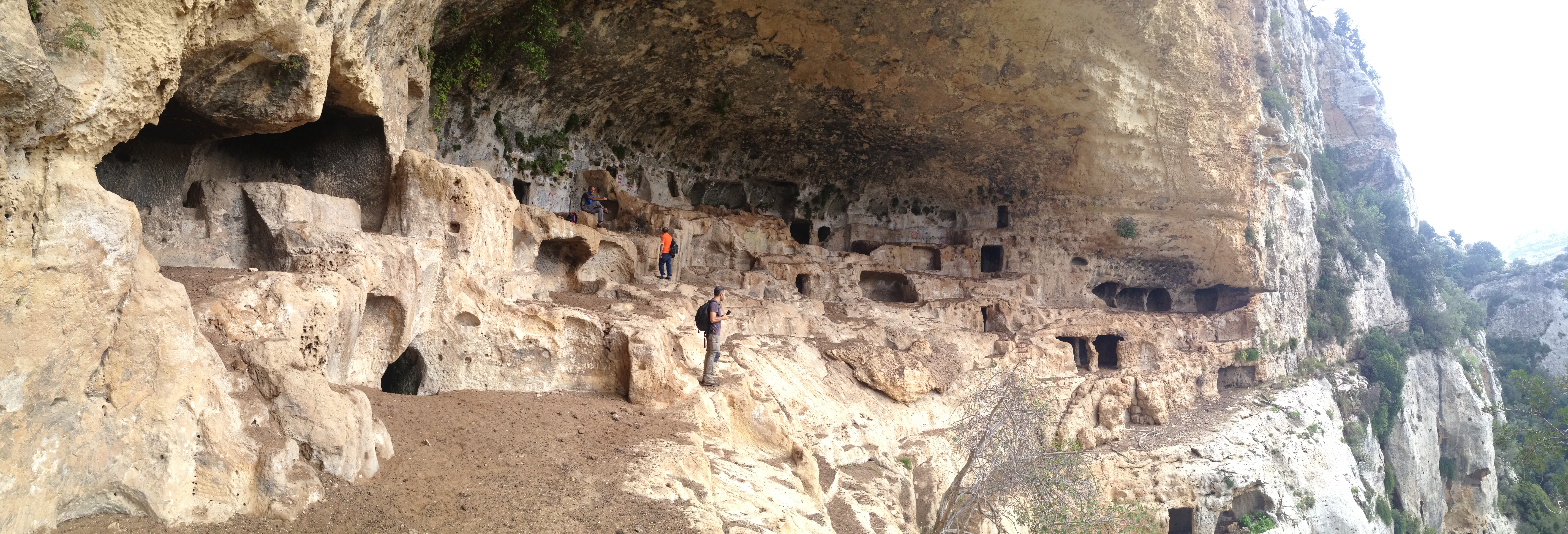
Grotta dei briganti

### Grotta dei Briganti

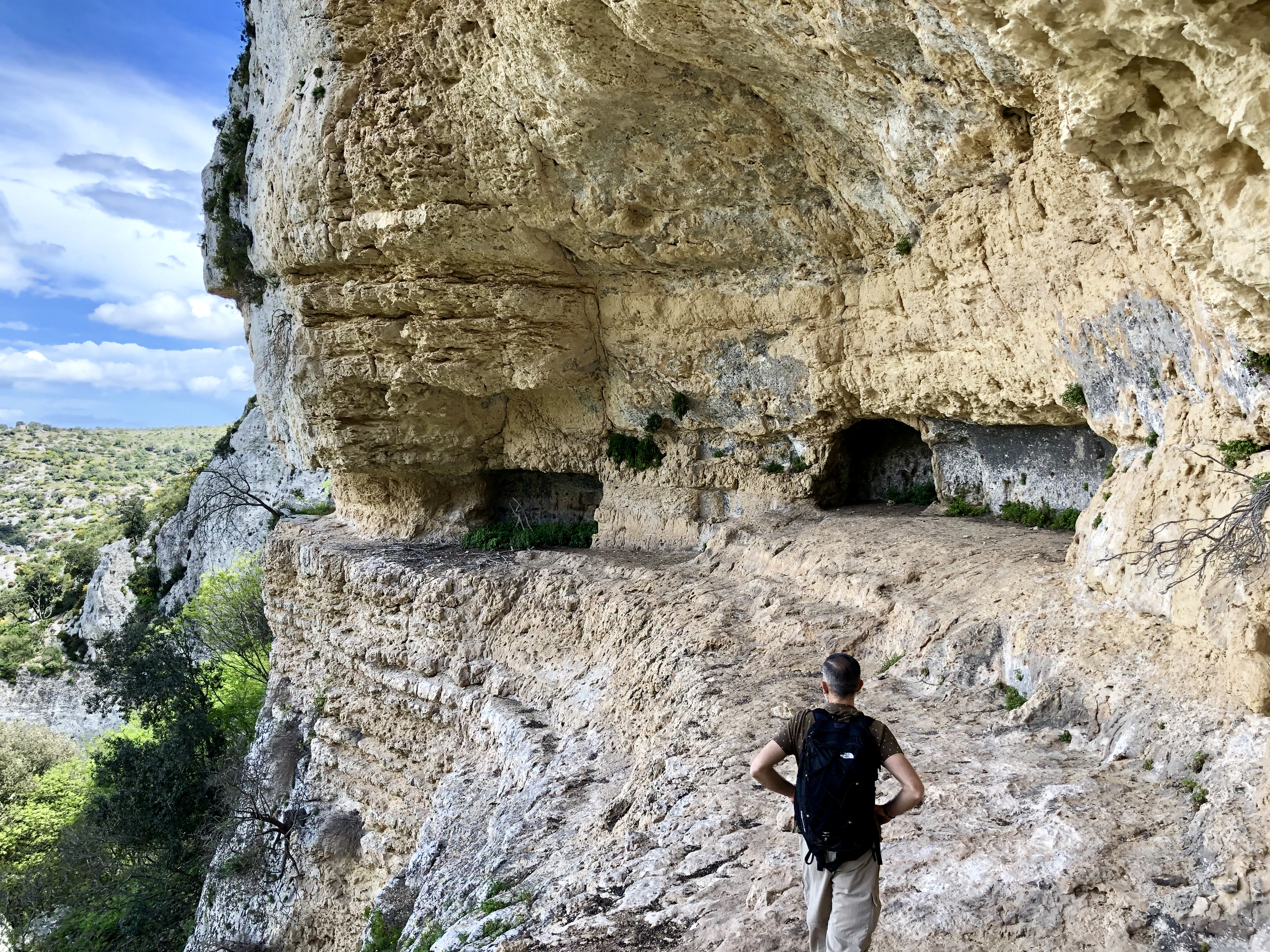
Dieri di Cavagrande

Sul versante nord di Cava Grande è presente un abitato rupestre incassato in un'ampia grotta semicircolare naturale, conosciuta come "Grotta dei Briganti". Al suo interno vi sono circa venti ambienti artificiali accessibili mediante scalini incisi nella roccia, databili al periodo di Cassibile e di probabile funzione abitativa, data la presenza di una sorgente naturale. Gli ambienti furono riutilizzati in epoca bizantina e persino in epoca araba. Gli arabi infatti sfruttarono la presenza dell'acqua per conciare le pelli, trasformando la grotta in una conceria.

### Ddieri bizantini
Sul versante sud di Cava Grande è presente un sistema di grotte e cunicoli che si sviluppa per circa un chilometro su diversi livelli paralleli. Sono ipogei sepolcrali databili al periodo siculo; furono anch'essi riutilizzati come abitazioni in epoca bizantina. Sono conosciuti come "ddieri" (dall'arabo diyar, casa); sono stati individuati circa 140 ambienti.

## Scale e trazzere
- Il canyon di Cava grande del CassibileSentiero dei Dieri
- Scala Castiddanu
- Manghisi - Petracca
- Petracca - Russena
- Scala Cruci
- Scala Mastra Donna
- Scala Mennula
- Scala Porci
- Sentiero Natura Carrubella
- Scala Saravagghiu
- Scalidda u monucu
- Scala di Fosso Calcagno
- Regia Trazzera della Montagna
- Regia Trazzera Torrero Ferraro
- Sentiero di mezza costa

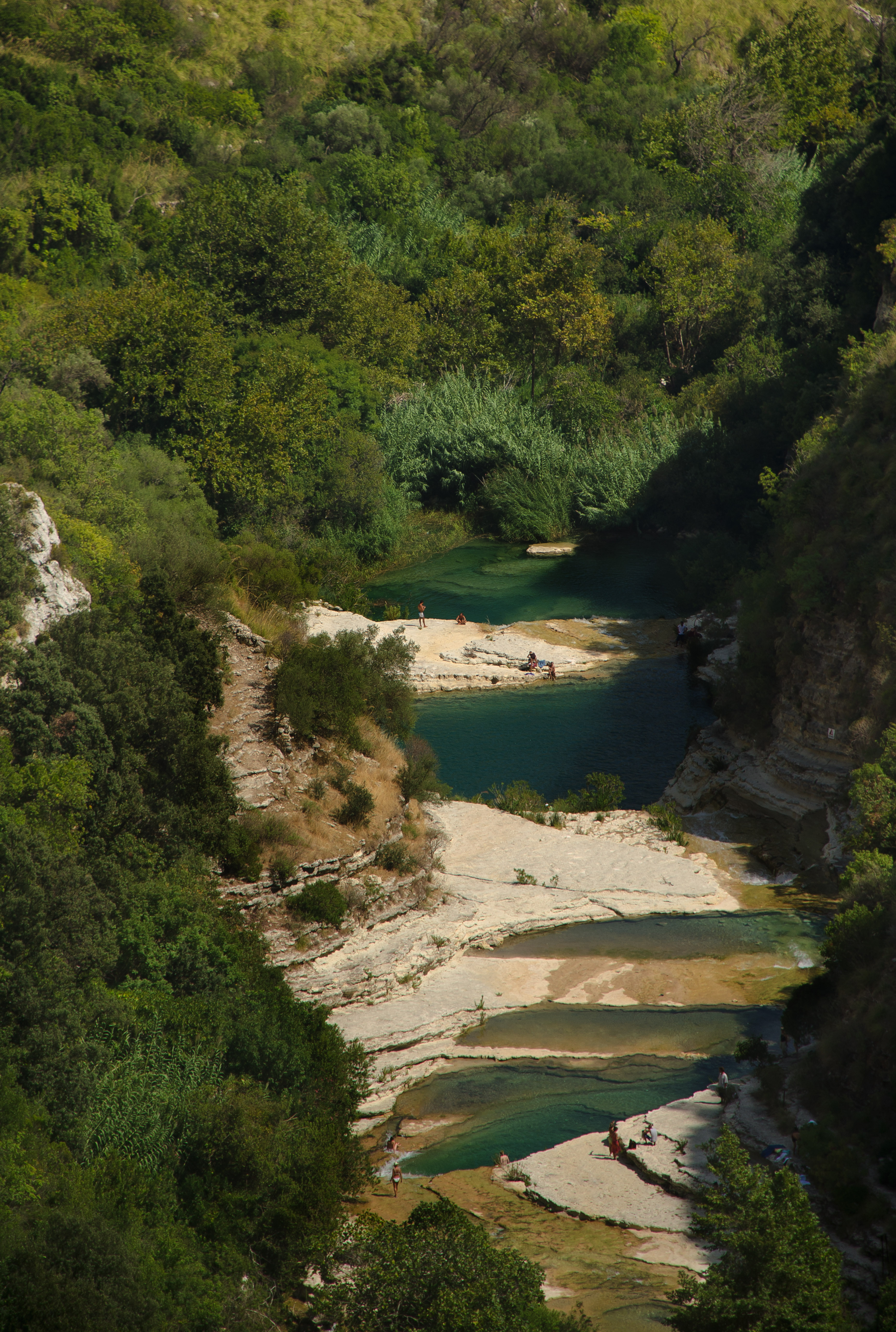
Il canyon di Cava grande del Cassibile

Dei seguenti sentieri solo "Scala Cruci", Sentiero Carrubella" e "Scala di Mastra Donna" sono percorribili ai sensi del regolamento dell'ente gestore, Azienda Foreste Demaniali Regione Siciliana; I primi due sono raggiungibili tramile la strada provinciale n° 4 Avola-Manghisi; mentre il "Mastra Ronna" è raggiungibile dalla Strada Provinciale n° 73 Canicattini - Cugni - Stallaini - Cassibile. Per maggiori info contattare l'Ente gestore al n° 093167450.

## Flora
La flora di Cava Grande annovera oltre 400 specie vegetali molte delle quali endemiche seppur non esclusive di questo biotopo. Di particolare interesse per l'areale ibleo è il Trachelium lanceolatum, altri endemismi: Cymbalaria pubescens, Odontites bocconei, Ophrys lunulata, Antirrhinum siculum. Con areale mediterraneo troviamo: Chamaerops humilis, Teucrium fruticans, Calendula suffruticosa, Sarcopoterium spinosum, Salvia triloba, Phlomis fruticosa, Ferulago nodosa, Anacamptis longicornu, la rara Ophrys exaltata ed il maestoso Platanus orientalis. Curiose le presenze del bucaneve (Galanthus nivalis), dell'euforbia delle faggete (Euphorbia amygdaloides) e della falsa ortica (Lamium flexuosum); fra le rarità è da segnalare la presenza di una felce tropicale la Pteris vittata.

## Fauna
Piuttosto contenuta è la presenza di fauna vertebrata, con eccezioni relative agli uccelli: sono presenti l'endemita codibugnolo di Sicilia (Aegithalos caudatus siculus), la poiana (Buteo buteo) e il falco pellegrino (Falco peregrinus). D'altra parte, vi sono vertebrati che, nell'ambito del territorio ibleo, potrebbero vivere e vivono solo nella cava: l'istrice (Hystrix cristata), la martora (Martes martes), la testuggine terrestre (Testudo hermanni hermanni), la testuggine di palude siciliana (Emys trinacris), il colubro leopardino (Elaphe situla), il discoglosso (Discoglossus pictus pictus), la raganella (Hyla intermedia), oltre a numerosi rapaci diurni e notturni.
Tra gli invertebrati merita una nota il granchio d'acqua dolce Potamon fluviatile.

## Criticità
La riserva presenta diverse criticità non ancora risolte, tra cui l'insorgenza di piccole frane in occasione di piogge abbondanti che rendono difficile l'accesso alla stessa. Inoltre sono da segnalare periodici incendi come quello del 25 giugno 2014 che ha distrutto buona parte della vegetazione che ricopre i bordi della vallata.